# رناتو اشتفان
رناتو اشتفان (متولد ۳ نوامبر ۱۹۹۱) فوتبالیستی سوئیسی می‌باشد که در حال حاضر در باشگاه وولفسبورگ بازی می‌کند. او یک وینگر چپ‌پا است.